# Distretto di Tapi
Il distretto di Tapi è un distretto del Gujarat, in India. Il suo capoluogo è Vyara.
Il distretto è stato creato il 2 ottobre 2007 separandolo dal distretto di Surat e comprende i comuni (tehsil) di Vyara, Songadh, Valod, Ucchal e Nizar.